# Vierschansentoernooi 2007
Het Vierschansentoernooi van 2007 werd zoals gebruikelijk gehouden na de kerst en na de jaarwisseling in de traditionele locaties Oberstdorf (30 december), Garmisch-Partenkirchen (1 januari), Innsbruck (4 januari) en Bischofshofen (7 januari). Het toernooi werd gewonnen door de Noor Anders Jacobsen.
Alle wedstrijden tellen ook individueel mee voor de wereldbeker.

## Oberstdorf
| pos. | springer              | land        | punten |
| ---- | --------------------- | ----------- | ------ |
| 1    | Gregor Schlierenzauer | Oostenrijk  | 296.0  |
| 2    | Andreas Küttel        | Zwitserland | 286,5  |
| 3    | Adam Małysz           | Polen       | 280,3  |
| 4    | Anders Jacobsen       | Noorwegen   | 279.7  |
| 5    | Simon Ammann          | Zwitserland | 276.9  |
| 6    | Arttu Lappi           | Finland     | 276.3  |
| 7    | Janne Ahonen          | Finland     | 274.8  |
| 8    | Martin Koch           | Oostenrijk  | 270.6  |
| 9    | Anders Bardal         | Noorwegen   | 267.1  |
| 10   | Thomas Morgenstern    | Oostenrijk  | 265.2  |
| 11   | Andreas Kofler        | Oostenrijk  | 255.3  |
| 12   | Joerg Ritzerfeld      | Duitsland   | 254.7  |
| 13   | Martin Höllwarth      | Oostenrijk  | 254.4  |
| 14   | Wolfgang Loitzl       | Oostenrijk  | 251.8  |
| 15   | Michael Uhrmann       | Duitsland   | 249.3  |

## Garmisch-Partenkirchen
De wedstrijd in Garmisch-Partenkirchen werd na de eerste ronde gestaakt, omwille van de slechte weersomstandigheden (regen, wind, milde temperatuur). De uitslag van de eerste ronde werd dientengevolge als einduitslag genomen.
| pos. | springer              | land        | punten |
| ---- | --------------------- | ----------- | ------ |
| 1    | Andreas Küttel        | Zwitserland | 135.9  |
| 2    | Matti Hautamäki       | Finland     | 133.0  |
| 3    | Noriaki Kasai         | Japan       | 132.9  |
| 4    | Gregor Schlierenzauer | Oostenrijk  | 129.4  |
| 5    | Anders Jacobsen       | Noorwegen   | 128.1  |
|      | Bjørn Einar Romøren   | Noorwegen   | 128.1  |
|      | Arttu Lappi           | Finland     | 128.1  |
| 8    | Martin Schmitt        | Duitsland   | 127.6  |
| 9    | Michael Uhrmann       | Duitsland   | 124.9  |
|      | Andreas Kofler        | Oostenrijk  | 124.9  |
| 11   | Thomas Morgenstern    | Oostenrijk  | 124.7  |
| 12   | Adam Małysz           | Polen       | 123.9  |
| 13   | Jakub Janda           | Tsjechië    | 123.5  |
| 14   | Dmitri Vasiljev       | Rusland     | 122.2  |
| 15   | Roman Koudelka        | Tsjechië    | 119.8  |

## Innsbruck
Noorwegen riep olympisch kampioen en winnaar van vorig jaar in Innsbruck Lars Bystøl op, om hem deel te laten nemen in Innsbruck. Zijn prestaties waren niet op niveau, hij kwalificeerde zich niet voor de finale.
| pos. | springer              | land        | punten |
| ---- | --------------------- | ----------- | ------ |
| 1    | Anders Jacobsen       | Noorwegen   | 265.0  |
| 2    | Thomas Morgenstern    | Oostenrijk  | 263.9  |
| 3    | Simon Ammann          | Zwitserland | 261.5  |
| 4    | Arttu Lappi           | Finland     | 257.7  |
| 5    | Janne Ahonen          | Finland     | 257.2  |
| 6    | Adam Małysz           | Polen       | 249.9  |
| 7    | Andreas Küttel        | Zwitserland | 234.0  |
| 8    | Martin Höllwarth      | Oostenrijk  | 231.2  |
| 9    | Manuel Fettner        | Oostenrijk  | 230.7  |
| 10   | Michael Uhrmann       | Duitsland   | 229.7  |
| 11   | Gregor Schlierenzauer | Oostenrijk  | 227.3  |
| 12   | Dmitri Vasiljev       | Rusland     | 224.7  |
| 13   | Andreas Kofler        | Oostenrijk  | 220.0  |
| 14   | Wolfgang Loitzl       | Oostenrijk  | 219.0  |
| 15   | Kamil Stoch           | Polen       | 217.9  |

## Bischofshofen
| pos. | springer              | land        | punten |
| ---- | --------------------- | ----------- | ------ |
| 1    | Gregor Schlierenzauer | Oostenrijk  | 291,9  |
| 2    | Anders Jacobsen       | Noorwegen   | 289,1  |
| 3    | Simon Ammann          | Zwitserland | 275,5  |
| 4    | Dmitri Vasiljev       | Rusland     | 269,1  |
| 5    | Thomas Morgenstern    | Oostenrijk  | 262,4  |
| 6    | Arthur Pauli          | Oostenrijk  | 254,9  |
| 7    | Andreas Küttel        | SUI         | 254,0  |
| 8    | Adam Małysz           | Polen       | 252,4  |
| 9    | Kamil Stoch           | Polen       | 251,3  |
| 10   | Michael Uhrmann       | Duitsland   | 248,1  |
| 11   | Janne Ahonen          | Finland     | 246,3  |
| 12   | Arttu Lappi           | Finland     | 246,2  |
| 13   | Tom Hilde             | Noorwegen   | 243,1  |
| 14   | Martin Koch           | Oostenrijk  | 242,0  |
| 15   | Mario Innauer         | Oostenrijk  | 240,8  |

## Eindklassement
| pos. | springer              | land        | punten |
| ---- | --------------------- | ----------- | ------ |
| 1    | Anders Jacobsen       | Noorwegen   | 961,9  |
| 2    | Gregor Schlierenzauer | Oostenrijk  | 944,6  |
| 3    | Simon Ammann          | Zwitserland | 931,9  |
| 4    | Thomas Morgenstern    | Oostenrijk  | 916,2  |
| 5    | Andreas Küttel        | Zwitserland | 910,4  |
| 6    | Arttu Lappi           | Finland     | 908,3  |
| 7    | Adam Małysz           | Polen       | 906,5  |
| 8    | Janne Ahonen          | Finland     | 890,7  |
| 9    | Michael Uhrmann       | Duitsland   | 852,0  |
| 10   | Dmitri Vasiljev       | Rusland     | 848,8  |
| 11   | Martin Koch           | Oostenrijk  | 832,5  |
| 12   | Andreas Kofler        | Oostenrijk  | 828,6  |
| 13   | Martin Höllwarth      | Oostenrijk  | 824,7  |
| 14   | Martin Schmitt        | Duitsland   | 819,9  |
| 15   | Kamil Stoch           | Polen       | 810,9  |